# 愛知揆一
愛知 揆一（あいち きいち、1907年〈明治40年〉10月10日 - 1973年〈昭和48年〉11月23日）は、日本の大蔵官僚、政治家。参議院議員から衆議院議員に転じ、内閣官房長官（第18・29代）や外務大臣（第92-93代）、大蔵大臣（第77代）などを歴任した。

## 来歴・人物
東京市麹町区（現在の東京都千代田区）に、愛知敬一・祥夫妻の長男として生まれた。父・敬一は物理学者で、1911年に東北帝国大学理科大学物理学科の教授に就任したため、一家は仙台市へ移った。母・祥の実家も代々漢学者の系統という家柄で、一家を挙げての学者家庭だったという。
愛知は旧制宮城県第二中学校（現在の仙台第二高等学校）、旧制第二高等学校文科乙類を経て、東京帝国大学法学部政治学科に入学、1931年に卒業した。二中時代には、柔道部に所属していた。学生時代は秀才として鳴らし、中学時代には同級生で後に最高裁判所長官となる岡原昌男と常に成績トップの座を競い合ったり、東大法学部時代には刑法の牧野英一、民法の我妻栄という大家の下で学び、成績も「優」を10個取得すれば秀才と言われた中にあって15個も取得するなど、秀才ぶりを伝える逸話もある。
中学3年の折に父・敬一がフグ毒による食中毒で満42歳で急死した。
東京帝大卒業後は大蔵省に入省し、銀行局に配属された。財務書記として英・仏に駐在したほか、ロンドン国際経済会議随員（1933年6-7月）・馬場鍈一大蔵大臣秘書官・文書課長（1945年）を務める。主に財務・国際金融を担当した。終戦後は、同省官房長、銀行局長（1947年）などを歴任し、GHQによる財閥解体のなかで日本の金融界を守るべく腐心した。銀行局長時代の1948年、梅林組及び竹中工務店に対する融資問題で衆議院不当財産取引調査特別委員会に池田勇人、小坂善太郎らとともに証人喚問された。
1950年に大蔵省を退官し、同年実施された第2回参議院議員通常選挙において参議院全国区から自由党公認で立候補して、初当選した。それまでの経験と政策能力は、同じく大蔵省出身で当時大蔵大臣を務めていた池田勇人から高く評価され、1952年の池田・ロバートソン会談には、政府代表として池田に随行した。
当時の内閣総理大臣・吉田茂の側近として「吉田13人衆」のひとりにも数えられ、1952年に組閣された第5次吉田内閣では、通商産業大臣兼経済審議庁長官に起用された。 
1955年、第27回衆議院議員総選挙に宮城県第1区から立候補して当選し、衆議院議員に転じた（当選同期に田村元・椎名悦三郎・唐沢俊樹・高村坂彦・渡海元三郎・丹羽兵助など）。
同年、保守合同に伴って自由民主党に参加し、1957年発足した岸信介政権では第1次岸改造内閣で内閣官房長官、第2次岸内閣では法務大臣兼自治庁長官に就任した。岸の退陣をうけて発足した池田勇人政権の下では1964年発足の第3次池田改造内閣で文部大臣兼科学技術庁長官を務めた。この頃から愛知は次第に池田による高度経済成長政策を批判するようになり、代わって岸に接近し、岸の実弟・佐藤栄作の派閥である佐藤派に所属した。同派内では、田中角栄、保利茂、松野頼三、橋本登美三郎とともに「佐藤派五奉行」と呼ばれ、「社会開発」「人間尊重」のスローガンを佐藤政権誕生のブレーンとして取りまとめた。
1964年11月、池田の病気退陣を受けて佐藤政権が発足すると、愛知は第1次佐藤内閣文部大臣兼科学技術庁長官、第1次佐藤内閣第2次改造内閣で内閣官房長官、第2次佐藤内閣第2次改造と続く第3次佐藤内閣で外務大臣を歴任した。
外務大臣としては1970年（昭和45年）9月に国連総会へ出席するために訪米した。これを足掛かりとして沖縄返還に向けての日米交渉を担当し、1972年には沖縄返還協定が締結されることとなった。
長期政権となった佐藤の退任時には、佐藤が後継者と考えていた福田赳夫ではなく田中角栄を支持し、田中が自民党総裁選挙立候補に際しての政策立案を行った。1972年7月、田中は自由民主党総裁に選出され内閣総理大臣に就任した。
1972年12月22日、第33回衆議院議員総選挙後に第2次田中角栄内閣が組閣されると、愛知は大蔵大臣に起用された。田中が政権の「切り札」としてこの最も困難な時期に積極財政論者の愛知を大蔵大臣に起用したことからは、田中が愛知の実力を高く評価していたことがうかがえる。
1973年2月には、スミソニアン体制が完全に崩壊を見せるなか、愛知の裁断で、円の変動相場制への移行が決定され、外国為替取引が大きく転換する状況を生じた。さらに、「日本列島改造論」によって、景気過熱による極端な物不足とインフレーションが起こっていたところに、同年10月初旬からの第四次中東戦争により生じた第一次オイルショックが顕在化し、産油国からの石油供給が削減されたことによって、インフレと物不足はフルギャロップで昂進した。そうしたなか愛知は積極的に各国を訪問し、経済外交を推進した。
このような状況において緊急石油対策や昭和48年度補正予算案の編成などが行われるなか、激務で疲労の極みにあった愛知は風邪をこじらせる。11月22日夜半には高熱を訴え、翌23日夕刻に文京区湯島の自宅から信濃町の慶應病院に救急車で搬送されたが、病院に着いたときにはすでに意識を失っていた。そのまま意識を回復することなく、入院から間もない同日午後9時50分に死去した。66歳没。25日には蔵相会議に出席するためパリへ出発する予定だった愛知は、救急車の中で 「俺は、俺は、こんなことでは死なないぞっ」 と声を振り絞るように叫び、次第に意識が混濁する中でうわ言のようにフランス語を口走っていたという。慶應病院への搬送には25分を要したが、自宅から目と鼻の先（およそ5分で行けたという）の本郷には東大病院があり、もしこちらへ搬送されていたら助かったかもしれないことが今更のように悔やまれた。
訃報を聞いて病院に駆けつけた田中は愛知の遺体の前にただ呆然として言葉にならず、「巨星墜つ… この時期に愛知君を喪ったのは痛い…」と呟くのがやっとだった。懐刀の死を嘆いた田中は内閣の改造に踏み切り、後任の蔵相には均衡財政論者である福田赳夫が就任した。墓所は雑司ヶ谷霊園。

## その他
- 1965年12月、全国経理学校協会（現在の全国経理教育協会）初代会長に就任し、死去時まで在職した。
- 東洋女子短期大学の第2代学長を務めている。
- 没後に従二位が追叙された（没日の1973年11月23日付）。
- 1974年には、愛知揆一の元通訳を名乗り、20人以上の女性から金銭をだまし取る詐欺師も現れた[9]。

## 家族
愛知夫妻には実子がなく、妻・富子の姪・絢子を養女とした。なお富子は、2007年2月26日に91歳で死去した。絢子は2020年10月5日に78歳で死去した。
愛知の後継者は、絢子の夫で娘婿・愛知和男（旧姓・中田）である。愛知和男は、地盤を継ぎ、1976年の総選挙で衆議院議員となり、環境庁長官や防衛庁長官を歴任した。孫の愛知治郎は元参議院議員で、愛知和男の次男である。兄の愛知太郎は、東洋学園大学理事長兼学長、愛知揆一福祉振興会代表理事である。

## 演じた俳優
- 河村弘二（『密約　外務省機密漏洩事件』、1978年）
- 大和田伸也（『運命の人』、2012年）